# Officine Meccaniche Colombo
Officine Meccaniche Colombo war ein italienischer Hersteller von Flugmotoren und Automobilen.

## Unternehmensgeschichte
Das Unternehmen wurde 1922 in Mailand zur Produktion von Flugmotoren gegründet. Auf dem Mailänder Automobilsalon von 1922 wurde erstmals ein Lieferwagen ausgestellt. 1923 begann die Produktion von Automobilen. Der Markenname lautete Colombo. 1924 endete die Produktion.

## Fahrzeuge
Der 1922 vorgestellte Lieferwagen war ein Dreirad und eignete sich für Kurzstrecken. Das Tipo 9 genannte Automobil hatte einen Vierzylindermotor mit 1300 cm³ Hubraum, hängenden Ventilen, einer obenliegenden Nockenwelle sowie ein Dreiganggetriebe.